# Aulacomyia infuscata
Aulacomyia infuscata is een fossiele soort schietmot uit de familie Sericostomatidae.